# Panzerbrigade 107 (Wehrmacht)
Die Panzerbrigade 107 war eine vollgepanzerte Einheit der deutschen Wehrmacht im Zweiten Weltkrieg. Die Brigade wurde im Herbst 1944 bei Abwehrkämpfen in den Niederlanden eingesetzt, unter anderem während der Operation Market Garden und der Schlacht von Overloon.

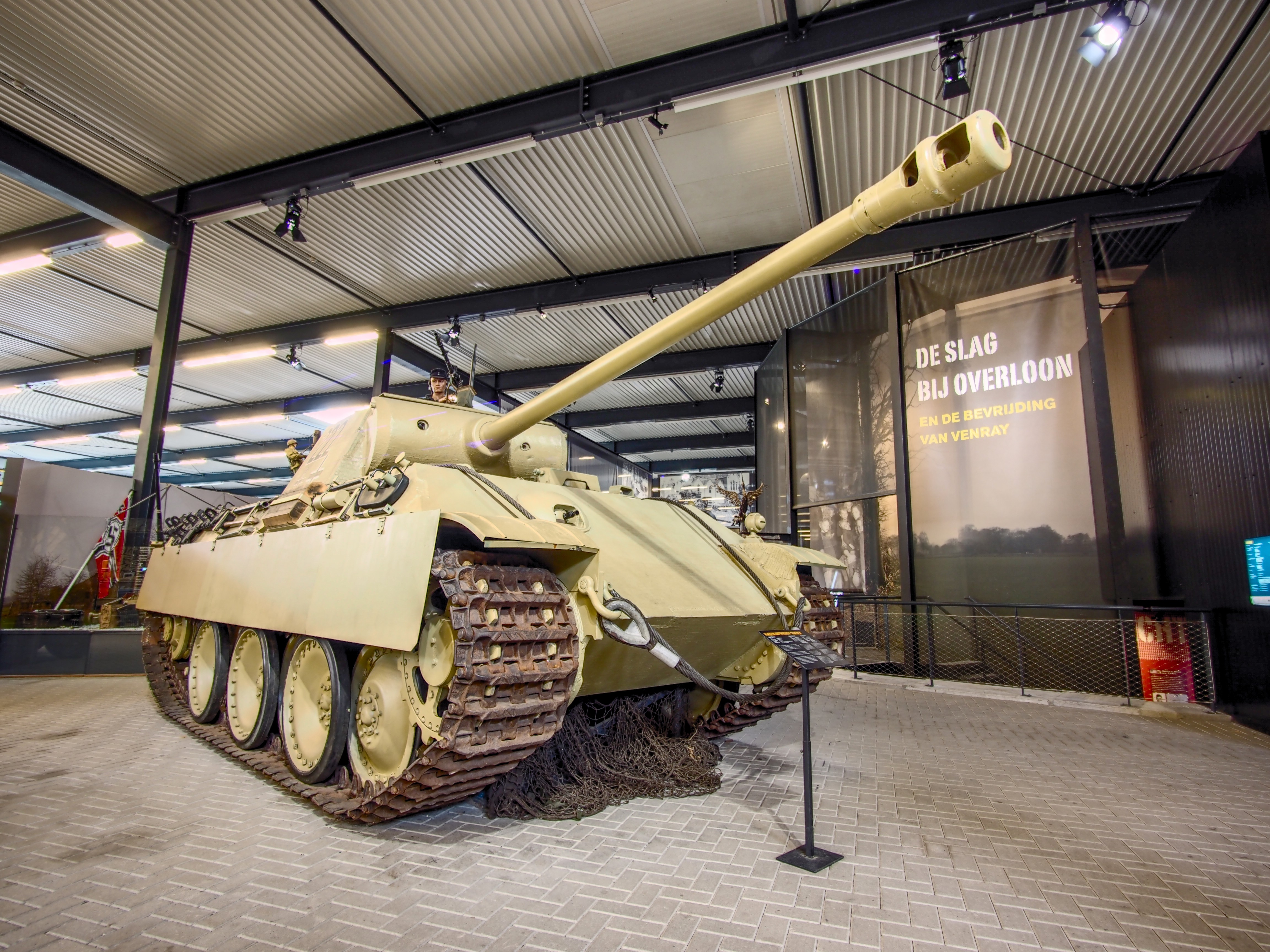
Panzerkampfwagen V Panther der Panzer-Brigade 107 im Kriegsmuseum Overloon

## Aufstellung
Die Panzerbrigade 107 wurde am 28. Juli 1944 auf dem Truppenübungsplatz Milau im Wehrkreis I aus den Überresten der in Operation Bagration zerschlagenen 25. Panzergrenadier-Division aufgestellt. Die überwiegende Mehrheit des Personals stammte aus Ersatzeinheiten. Die Panzerabteilung 2107 entstand aus den Überresten der Panzer-Abteilung 125 und der Reserve-Panzer-Abteilung 8. Der Stab der Brigade und das Panzergrenadier-Bataillon 2107 entstanden aus den Überresten der 25. Panzergrenadier-Division.

### Gliederung
Brigadestab
- Aufklärungszug (gepanzert)
- Nachrichtenzug (gepanzert)

Panzer-Abteilung 2107
1. Kompanie je 11× Panther
2. Kompanie je 11× Panther
3. Kompanie je 11× Panther
4. Kompanie je 11× Jagdpanzer IV L/70[1]

Panzergrenadier-Bataillon 2107 (gepanzert)
- 5 Kompanien, davon eine schwere Kompanie

Panzer-Pionier-Kompanie 2107 (gepanzert)

## Einsatz der Brigade im Westen
Ab dem 15. September 1944 wurde die Brigade, obwohl für die Ostfront bestimmt, per Bahn an die Westfront verlegt. Die Brigade sollte ursprünglich bei Gegenangriffen der 5. Panzerarmee im Épinalgebiet eingesetzt werden. Die Brigade wurde jedoch nach Venlo-Roermond umgeleitet. Dort wurde die Brigade mit ihren Hauptteilen am Abend des 18. September 1944 entladen, und am 19. September war das Entladen abgeschlossen. Am selben Tag marschierte die Brigade unter ständigen Luftangriffen über die Maas nach Zuid-Willemsvaart. Der Grund war ein Angriffsbefehl des LXXXVI. Armeekorps vom 18. September 1944. Entgegen vorheriger Befehle wurde die Brigade nicht geschlossen eingesetzt.
Die Brigade marschierte über Helmond nach Son und griff die rechte Flanke der britischen 2. Armee an, die nach Nimwegen und Arnheim vorrückte. Alle Angriffe im Herbst 1944 richteten sich gegen diese lange rechte Flanke. Die Briten versuchten, die von deutschen Truppen gesprengte Brücke über den Wilhelmina-Kanal bei Son durch eine Pontonbrücke zu ersetzen. Die Brigade versuchte am 19. September, diese Brücke zu nehmen, scheiterte jedoch. Der Brigade gelang es jedoch, die Brücke und die Straße unter Beschuss zu halten, was den britischen Vormarsch verzögerte. Unter dem Druck amerikanischer Gegenangriffe der 101. US-Luftlande-Division musste die Brigade am 20. September 1944 ihren Druck auf Son aufgeben und 3 Kilometer östlich nach Nuenen umleiten. Aufgrund von Kraftstoffmangel mussten einige Panzer gesprengt werden.
Am Abend des 21. September 1944 wurde der Brigade befohlen, nach Bakel zu verlegen. Sie würde an einem Angriff der Kampfgruppe Walther teilnehmen. Dazu gehörten neben der Brigade das I./Fallschirmjäger-Regiment 18, III./SS-Panzergrenadier-Regiment 19, II./SS-Panzergrenadier-Regiment 21, das Grenadier-Ersatz u. Ausbildungs-Btl 16, eine Artillerie-Ersatz-Abteilung 22 und die Flak-Abteilung 52. Die Aufgabe der Kampfgruppe Walther bestand darin, den britischen Vormarsch von Eindhoven nach Nimwegen bei Veghel am Zuid-Willemsvaart zu unterbrechen und so eine Verbindung zur 59. deutschen Infanteriedivision herzustellen, die von Westen her angriff. Dies würde den britischen Korridor abschneiden. Die Operation verlief ähnlich wie beim Angriff der Brigade gegen die Son-Brücke, aber jetzt waren die Verluste viel größer. Bei nebligem Wetter folgte am Morgen des 22. September 1944 der Angriff der Kampfgruppe mit der Brigade auf den südlichen Rand von Veghel. Dort blieb der Angriff unter mörderischem Panzerabwehr- und Artilleriefeuer stecken. Von US-amerikanischer Seite waren mehrere Regimenter beteiligt, zu denen auch das US-Luftlande-Artillerie-Regiment Nr. 321 zählte. Die deutsche Brigade hatte wieder ihr Ziel vor Augen und unterbrach damit kurzzeitig den Nachschub der britischen 2. Armee und zwang sie ihre Truppen neu zu gruppieren. Sie verlangsamte damit den Vormarsch der Briten, konnte ihn aber nicht aufhalten.
Die Brigade griff noch zweimal an. Das erste Mal in der Nacht vom 22. auf den 23. September, das zweite Mal am 23. September. Die Angriffe blieben immer wieder stecken, und die Alliierten wurden stärker, mit großen Verlusten an Menschen und Material. Der Kommandeur der Panzerabteilung 2107, Major von Plüskow, fiel in die Schlacht. Nach dem dritten Angriff startete der Feind einen Gegenangriff mit Panzern. Der Kommandeur des Panzergrenadier-Bataillons 2107, Hauptmann Wild, wurde ebenfalls getötet. Am Nachmittag des 23. September musste sich die Brigade verteidigen. Starke Luftangriffe der Alliierte, zwangen die Brigade sich am Abend 6 bis 10 Kilometer südöstlich zurückzuziehen, um sich am 24. September 1944 gegen den verfolgenden Feind zu verteidigen.
Aufgrund der Verluste am 23. September 1944 war die Brigade so geschwächt, dass keine weiteren Maßnahmen ergriffen wurden, um den britischen Vormarsch zu unterbrechen. Die Brigade kehrte 6 Kilometer nach Gemert zurück und nahm um diesen Ort eine Verteidigungsposition ein, wurde dort aber nicht angegriffen. Die weiteren Entwicklungen waren durch die Versorgung mit starken alliierten Truppen gekennzeichnet. Sie drängten die deutschen Truppen so weit von ihrer Hauptvorschubstraße weg, dass sie außerhalb ihrer Reichweite lag. Die Brigade rückte am 25. September 1944 nach Overloon vor, um den linken Flügel der Kampfgruppe vor der Gefahr der Einkreisung zu schützen. Da die Brigade ein Drittel ihres Personals und viele Offiziere verloren hatte, brauchte sie eine Pause im Kampf um Reorganisation und Reparaturen. Dies wurde ihr jedoch nicht gewährt. Die Brigade erhielt sofort einen neuen Auftrag. Das Ziel war das Gebiet um Oploo. Dort musste die Brigade eine Verteidigungsposition um den Ort errichten, als Teil einer größeren Sicherungslinie, die bis zur Maas reichte. Der Feind wurde von Norden und Nordwesten erwartet.
Am 27. September begann der Angriff der 7. US-Panzerdivision mit großer Überlegenheit in Bezug auf Personal, Waffen und Munition. Die Brigade nahm mehrere Gegenstöße vor. Oploo ging am 29. September verloren. Die neue Position war jetzt bei Overloon. Am 30. September hatte die Brigade noch eine Stärke von 1.975 Mann mit 19 Panther, 7 Jagdpanzern und Flakpanzern und 133 Schützenpanzerwagen. Ein Durchbruch der Amerikaner nördlich des Dorfes wurde am 1. Oktober 1944 durch einen Gegenangriff des Panzergrenadier-Bataillons 2107, wieder mit schweren Verlusten, bereinigt. Die Brigade litt zunehmend unter dem zersplitterten Einsatz ihrer Truppen während der schweren Kämpfe um Overloon.

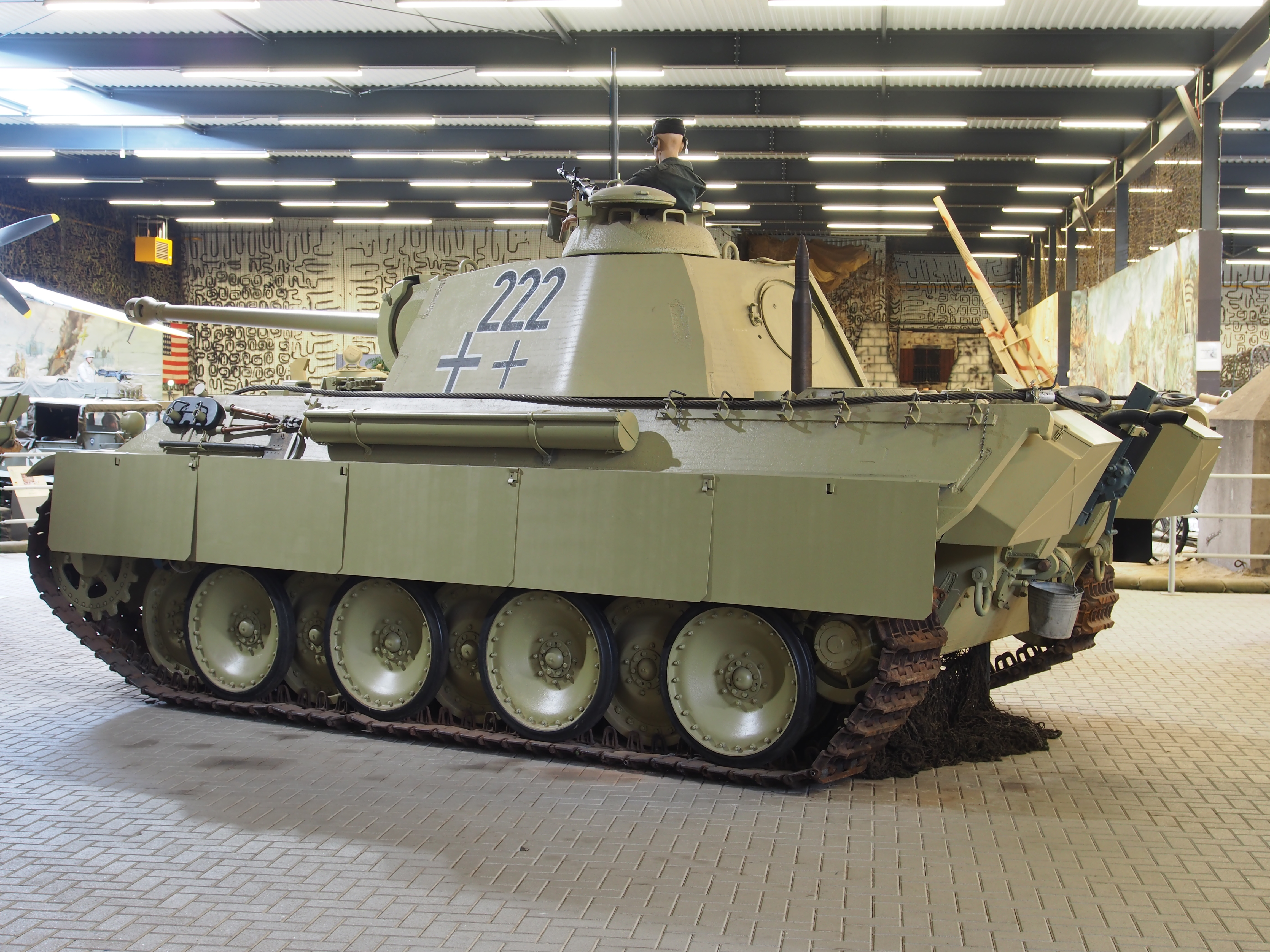
PzKpfWg V Panther der Panzerbrigade 107, ausgeschaltet bei der Schlacht um Overloon durch 2nd Bataillon, East Yorkshire Regiment am 13. Oktober 1944. Ausgestellt im Museum Overloon

Am 12. Oktober 1944 wurden die Panzergrenadiere erneut vollständig in die Schlacht geworfen. Nur sieben Männer kehrten am 16. Oktober 1944 zurück, der Rest wurde verwundet oder getötet. Das Panzergrenadier-Bataillon hatte in diesen Schlachten am meisten gelitten. In der zweiten Oktoberhälfte 1944 erhielt das Bataillon in einer Ruheposition östlich der Maas Personalersatz, das Bataillon wurde jedoch vor Ende Oktober erneut eingesetzt. diesmal jedoch in einer Nebenlinie im Reichswald und ohne Kontakt zum Feind. Darüber hinaus verursachte die weit verbreitete Verwendung der einzelnen Brigadeteile in der Verteidigungsschlacht um Overloon und nach ihrem Fall um den Brückenkopf von Venlo ein Chaos, das kaum enträtselt werden konnte. Am 31. Oktober hatte die Brigade noch eine Stärke von 1977 Mann, 11 Panther, 8 Jagdpanzer und Flakpanzer und 134 Schützenpanzerwagen. Schließlich wurden am 4. November 1944 die Teile der Brigade vom Brückenkopf von Venlo abgezogen, gesammelt und nach Kaldenkirchen östlich der Maas überführt. Sie erreichten den Truppenübungsplatz Baumholder mit der Bahn.

## Auflösung
Die Panzerbrigade 107 wurde am 7. November 1944 in Baumholder aufgelöst, um die 25. Panzergrenadier-Division wiederherzustellen. Das Pz.Gren.Btl. 2107 wurde in das I./Pz.Gren.Rgt. 119 umgegliedert, die Pz.Abt. 2107 wurde zur Panzer-Abteilung 5 umbenannt.

## Kommandeure
| Rang  | Name                        | Von              | Bis                         |
| ----- | --------------------------- | ---------------- | --------------------------- |
| Major | Berndt-Joachim von Maltzahn | 28. Juli 1944    | 13. Oktober 1944 (gefallen) |
| Major | Heinrich Volker             | 13. Oktober 1944 | 7. November 1944            |